# 1928-as magyar atlétikai bajnokság
Az 1928-as magyar atlétikai bajnokság, amely a 33. magyar bajnokság volt.

## Eredmények

### Férfiak
| Versenyszám        | Arany                                                                            | Arany     | Ezüst                         | Ezüst   | Bronz                          | Bronz   |
| ------------------ | -------------------------------------------------------------------------------- | --------- | ----------------------------- | ------- | ------------------------------ | ------- |
| 100 m              | Gerő Ferenc KAOE                                                                 | 10,7      | Raggambi István BBTE          | 10,7    | Paitz János BEAC               | 11,0    |
| 200 m              | Gerő Ferenc KAOE                                                                 | 22,2      | Paitz János BEAC              | 22,4    | Raggambi István BBTE           | 22,4    |
| 400 m              | Barsi László BBTE                                                                | 48,8      | Magdics László MAFC           | 50,0    | Gerő Mór KAOE                  | 50,3    |
| 800 m              | Barsi László BBTE                                                                | 1:56,6    | Bessim Törökország            | 2:00,0  | Remetz Lajos BEAC              | 2:00,8  |
| 1500 m             | Marton József MTK                                                                | 4:03,2    | Belloni Gyula MAC             | 4:08,0  | Kertész Sándor Ferencvárosi TC | 4:09,2  |
| 5000 m             | Szerb Elek Magyar AC                                                             | 15:58,2   | Hevele Ferenc SAC             | 15:59,6 | Ludvig Rezső PAC               | 16:13,6 |
| 15 000 m           | Galambos József KiSE                                                             | 52:14,0   |                               |         |                                |         |
| 110 m gát          | Boross József KEAC                                                               | 16,3      | Püspöki Tibor MAC             | 16,6    | Dénes Emil MAFC                | 16,9    |
| 200 m gát          | Farkas Mátyás MAC                                                                | 25,9      | Dénes Emil MAFC               | 26,0    | Balogh Lajos MAFC              | 26,8    |
| 400 m gát          | Ferenczy Ödön MAFC                                                               | 57,0      | Kárpáti László BTC            | 58,2    | Dénes Emil MAFC                | 61,8    |
| 10 km gyaloglás    | Jánosik Rezső MÁV                                                                | 54:12,6   |                               |         |                                |         |
| magasugrás         | Késmárki Kornél BBTE                                                             | 184 cm    | Orbán Ferenc KEAC             | 184 cm  | Udvardi Sándor BBTE            | 175 cm  |
| távolugrás         | Balogh Lajos MAFC                                                                | 715 cm    | Püspöki Tibor MAC             | 675 cm  | Fekete Imre Dorogi AC          | 675 cm  |
| hármasugrás        | Fekete Imre Dorogi AC                                                            | 13,91 m   | Molnár Ferenc MAC             | 13,46 m | Boros József KEAC              | 13,39 m |
| rúdugrás           | Karlovits János MAC                                                              | 360 cm    | Király István MAFC            | 350 cm  | Hadházy Dezső Debreceni EAC    | 340 cm  |
| súlylökés          | Darányi József MAC                                                               | 14,54 m   | Egri Kálmán MAC               | 13,66 m | Hahn Károly MTK                | 13,59 m |
| diszkoszvetés      | Marvalits Kálmán BTC                                                             | 45,12 m   | Egri Kálmán MAC               | 44,04 m | Donogán István SzTK            | 43,29 m |
| gerelyhajítás      | Szepes Béla MAC                                                                  | 62,48 m   | Gyurkó László Ferencvárosi TC | 55,85 m | Budavári Márton BBTE           | 52,10 m |
| tízpróba           | Háhn Károly MTK                                                                  | 6374,170  |                               |         |                                |         |
| maraton            | Galambos József KiSE                                                             | 2:52:35,6 |                               |         |                                |         |
| mezei futás        | Szerb Elek Magyar AC                                                             | 35:23,6   |                               |         |                                |         |
| 4 × 100 m          | Kereskedők AE Gerő Ferenc Gerő Mór Balázs Jenő Sugár István                      | 42,6      |                               |         |                                |         |
| 4 × 400 m          | Budapesti Budai TE Szalai Jenő Raggambi István Odri Antal Barsi László           | 3:24,8    |                               |         |                                |         |
| 4 × 1500 m         | Magyar AC Belloni Gyula Bejczy Lajos Szerb Elek Gyulay Gábor                     | 17:18,8   |                               |         |                                |         |
| 5000 m csapat      | Magyar AC Szerb Elek Gyulay Gábor Kultsár István Hrenyovszky János Belloni Gyula | 22        |                               |         |                                |         |
| mezei futás csapat | Magyar AC Szerb Elek Belloni Gyula Kultsár István Hrenyovszky János Bejczy Lajos | 26        |                               |         |                                |         |